# 삼방산층
삼방산층(Cs; Cambrian Sambangsan formation, 三方山層)은 대한민국 태백산분지에 분포하는 조선 누층군 영월층군의 최하부 퇴적암 지층이다. 삼방산층은 요시무라(1940)에 의해 처음으로 설정되었으며 지층의 이름은 영월군 북면 공기리와 평창군 평창읍 노론리의 경계에 위치한 삼방산에서 유래되었다. 삼방산층은 실트스톤과 셰일, 사암으로 구성되어 있다. 삼방산층의 하부는 주로 적색, 보라색, 녹색 등 여러 색을 띠는 실트스톤과 셰일로 이루어져 있고, 상부는 황회색 내지 녹회색의 세립 운모질 사암과 셰일이 교호한다. 두께는 400 또는 750 m 이상이나 층의 최하부가 드러나 있지 않고 수많은 단층과 습곡으로 지층이 심하게 변형되어 정확한 전체 두께는 알 수 없다. 삼엽충 화석을 바탕으로 이 층의 형성 시기는 고생대 캄브리아기 중기로 정해졌다. 삼방산층은 표식지인 삼방산 일대에서 북서 10~45°, 북동 8~69°의 주향과 남서 24~69°, 남동 37~61°의 경사를 보인다. 삼방산층은 삼방산 주변 지역 그리고 주천면 주천리에서 평창읍 마지리까지 동북동 방향으로 이어지는 대상 분포지를 가지는데 후자의 삼방산층은 표식지의 삼방산층과 평창 스러스트 단층에 의해 절단되어 있어 정창희 외(1979)에 의해 독립된 지층 대하리층으로 해석되기도 했으나 이하영 외(1986)는 후자가 삼방산층이 맞다고 확인하였다.

## 지층 대비
- 태백산지구지하자원조사보고서(1962)에 의하면 삼방산층은 녹회색 사암을 주로 하고 자색(赭色) 셰일 및 암회색 규질사암으로 구성되며 그 중에 탄질물 지층과 얇은 석회암 지층이 협재된다. 보고서에 의하면, "본 층은 종래 조선계의 기저로 알려져 있었으나 금번 조사로서 조선계의 기저가 아님이 밝혀졌다." 따라서 이 보고서에서는 삼방산층을 조선 누층군으로 인정하지 않았다.[6] 그러나 이후 삼방산층에서 캄브리아기를 지시하는 삼엽충 화석들이 산출되면서 삼방산층은 조선 누층군 영월층군의 하부 지층으로 인정되었다.
- 김항묵(1972)은 삼방산층을 하부층원과 상부층원으로 구분하고, 삼방산층의 암질이 평안 누층군에 가깝다는 점을 들어 삼방산층에 협재된 석회암을 채취하여 방추충(푸줄리나) 화석을 찾으려고 시도하였으나 찾지 못하였고, 삼방산층의 최하부는 지질시대가 암질상으로는 캄브리아기 이후~평안 누층군 이전에 속해야 한다고 보았다. 하부층원은 최하부는 천매암, 탄질셰일, 암회색/담회색 조립규암 등으로 구성되며 중상부는 암회색 세립질사암, 회색 실트질셰일, 암회색 이암, 실트질사암 등으로 구성된다. 상부층원은 주로 녹회색 실트질사암, 중립사암, 실트스톤, 셰일로 구성되며 두께 30 m의 암회색 셰일과 두께 0.1~1 m의 백색 석회암이 협재된다.[7]
- 김옥준 외(1985)는 삼방산층이 평안 누층군 홍점층에 해당한다고 해석하였다. 지질 구조의 해석으로 삼방산층이 마차리층과 흥월리층보다 위에 놓여 있다고 주장하였고 김인석(1983)이 이전에 삼방산에서 산출된 삼엽충을 캄브리아기 중기의 것으로 감정한 것을 잘못된 것이라고 판단하였다. 저자에 의하면, 이전에 삼방산층과 영흥층 사이에 설정된 단층은 존재하지 않으며 삼방산층이 영흥층 위에 부정합으로 놓이며 다 같이 복잡한 동사 습곡을 이루고 남쪽으로 10~20°경사한다.[8]
- 이하영(1986)에 의하면 주천면 주천리에서 주천면 판운리 장충리 마을을 거쳐 평창읍 대하리 남부까지 동북동-서남서 방향으로 대상 분포하는 삼방산층은 평창읍 마지리에서 남-북 주향의 평창 스러스트 단층에 의해 절단되며 이로 인해 삼방산 지역의 삼방산층과는 직접 접하고 있지 않다. 본 층은 주로 암회색 세립질사암, 사질셰일, 셰일, 녹회색 석영질사암, 암적색, 담갈색 사암, 천매암 또는 편암으로 구성되고 장충리 북측 평창강 연변과 소탄리 계곡 입구에는 5~15 m 두께의 담회색 석회암층이 협재된다. 이 층 위에 마차리층이 정합적으로 놓인다. 주천리-마지리 지역에 분포하는 삼방산층 남쪽의 석회암 지층은 태백산지구지하자원조사단에 의해 삼태산층으로 정해졌으나 이 연구로 삼태산층이 아니라 마차리층으로 밝혀졌다. 정창희 외(1979)는 평창층군 입탄리층이 삼방산층(대하리층) 위에 정합으로 놓인다고 해석하였으나 이하영 외는 삼방산층과 그 북쪽의 평창층군 입탄리층이 스러스트 단층으로 접한다고 해석하였다. 이하영 외는 삼방산층에서 캄브리아기를 지시하는 코노돈트 미화석과 완족류 등의 화석을 발견하였다.[5]

## 삼방산층에 대한 연구

### 삼엽충화석
- 삼방산 지역의 지질을 최초로 조사한 요시무라(1940)는 이 층에서 Ptychoparia sp, Anomocarella spp., Megagraulos spp. 등의 삼엽충 화석을 발견하고 삼방산층을 영월 지역 조선 누층군의 최하부로 생각했다. 고바야시(1961, 1966)는 이 층에서 Anomocarella stenorachis, Metagraulos sampoensis, Megagraulos semicircularis, Solenoparia(?) bisulcata, Ptychoparia sp., Yabeia sp., Haniwoides(?) sp. 등의 화석을 보고했고 삼방산층이 중부 캄브리아기에 해당한다고 선언했다. 그리고 이들 화석을 근거로 삼방산층 내에 2개의 생층서대(Yabeia 대 및 Metagraulos 대)를 제안하였으며, 이들 삼방산 화석군을 두위봉형 조선 누층군의 중기 캄브리아기의 묘봉 슬레이트층 상부와 대기층(풍촌 석회암층)의 하부에 대비시켰다. 그러나 태백산지구지하자원조사단(1962)은 삼방산층을 영흥층 위에 부정합으로 놓이는 시대 미상의 지층으로 보았고, 이 견해는 손치무 외(1969)에 의하여 지지되었다. 한편, 김옥준 외(1973)는 표식지(삼방산)의 삼방산층을 평안 누층군의 홍점층에 대비하였다. 이렇듯 삼방산층의 지질시대와 층서적 위치에 대하여 많은 논란이 있었으나 아래에 서술한 내용과 같이 삼방산 표식지역으로부터 중기 캄브리아기 삼엽충 화석의 산출이 재확인되어 삼방산층의 지질시대와 층서에 관한 문제점이 해결되었다.[3][9]
- 이병수 등(1991)은 영월 지역의 삼방산층 10개 단면에서 석회암 표품을 채취하고 20개의 표품에서 1,789개체 이상의 미화석이 산출되었다. 4속 4종의 코노돈트(Furnishna furnishi, Furnishina sp., Gapparodus bisulcatus, Phakelodus tenuis), 2속 2종의 삼엽충 (Agnostina Gen. et sp. indet. A, B), 6속 6종의 완족류(Amictocracens cf. teres, Anabolotreid sp., Protreta sp., Lingulella sp.), 2속 3종의 해면동물(Hyolithellus tenius, Hyolithes sp.), 소속 불명의 화석 1속 1종 등이다. 이들의 종합적인 층서 범위를 고려할 때 삼방산층의 지질시대는 중부 캄브리아기에 속한다.[10]
- 김인석 등(1985)은 삼방산 일대에 분포하는 삼방산층의 녹회색 사암층에서 다수의 삼엽충 화석을 보고하였다. 삼엽충 화석들은 삼방산 정상부 30 m 동쪽의 능선부에 드러난 녹회색의 괴상(塊狀) 사암으로부터 모였다. 대부분 보존 상태가 불량한 화석들은 Megagraulos semicircularis Kobayashi와 Solenoparia(?) bisulcata Kobayashi 등 2속 2종으로 분류되었다. 이들 화석은 생층서적으로 중부 캄브리아기의 좋은 표준 화석으로 삼방산층의 지질 시대가 중부 캄브리아기라는 것을 지시한다.[3]
- 최석영과 최덕근(1997)은 어둔골, 명전리, 방살미 3개 층서 단면 그리고 표식지 삼방산의 삼방산층에서 840개의 중기 캄브리아기 삼엽충 화석을 산출하여 그간 논란의 대상이었던 삼방산층의 지질시대를 명확히 규명하였다. 삼엽충 화석은 황갈색, 녹색, 회색의 세립질사암에서 산출되었고 Megagraulos (?) semicircularis, Megagraulos (?) sp., Metagraulos sampoensis 2속 3종으로 분류되었다. 삼엽충 화석 산출에 근거하여 삼방산층에서 하부의 Metagraulos sampoensis와 삼방산층 상부의 Megagraulos (?) semicircularis Zone 2개의 생층서대를 설정하였다. 이는 태백층군의 대기층과 묘봉층의 Megagraulos 생층서대와 대비될 수 있다.[11]
- 최덕근(1999)은 삼방산층의 상부에서 산출된 삼엽충 화석을 근거로 삼방산층 하부의 Metagraulos sampoensis와 삼방산층 상부의 Megagraulos semicircularis Zone 2개의 생층서대를 설정하였으며, 이를 바탕으로 삼방산층의 지질시대를 중기 캄브리아기에 대비하였다. 삼엽충은 오둔골과 삼방산 주변에 드러난 삼방산층 상부에서 얻어졌다. 삼방산 정상에서 남동쪽으로 2 km 지점에 있는 오둔골 단면은 130 m 두께에 녹~갈색의 운모질 사암과 녹회색 셰일로 구성된다. 이 단면에서의 삼방산층은 스러스트 단층에 의해 마차리층과 상, 하부에서 접한다. 약 650 표본의 삼엽충 화석이 영월군 삼방산층의 사암층에서 산출되었다. Metagraulos sampoensis은 오둔골 단면에서 하부 100 m 녹/갈색의 세립사암으로 구성된 구간을 점하고 있으며 상부 20 m에는 보라색/녹색 셰일이 나타난다. 삼엽충 화석은 삼방산층 기저에서 상위 11~15 m 및 51~56 m 부분에서 산출된다. 이 생층서대는 중기 캄브리아기에 대비된다. Megagraulos semicircularis Zone은 삼방산층 기저에서 상위 100~102 m, 112~118 m, 128~129 m 범위의 세립~중립질 녹/갈색 사암에서 나타난다. 이 생층서대는 태백층군 풍촌 석회암층의 Megagraulos Zone에 대비된다.[12]
- 손장원 등(2001)은 충청북도 단양군 어상천면의 삼태산 일대에 분포하는 삼방산층을 조사하고 평창 스러스트 단층 서편의 명전리에서 중기 캄브리아기를 지시하는 삼엽충 화석 Megagraulos semicircularis을 발견하여 이 지역의 삼방산층이 영월 지역의 삼방산층과 시기적으로 동일하다고 했다.[13]

### 절대연령
홍발 등(2014)은 삼방산층 사암의 쇄설성 저어콘 알갱이의 연령을 분석하였다. 시료는 녹회색-담갈색의 세립질 사암으로 마차리층으로부터 18 m 와 4 m 하부에 놓인 두 개의 층준에서 채집하였다. 고분해능 이차이온 질량분석기(SHRIMP)를 이용하여 측정한 삼방산층 쇄설성 저어콘의 주된 U-Pb 연령은 중원생대와 신원생대에 걸친 넓은 범위(약 1.6-0.6 Ga)를 지니며, 가장 젊은 입자들의 206Pb/238U 연령은 각각 512±5 Ma 와 509±7 Ma이다. 이들 두 연대는 마차리층의 화석군으로부터 얻은 퇴적시기(509-497 Ma)와 조화적이며, 삼방산층의 퇴적시기가 캄브리아기 제2세 제4절(514-509 Ma)임을 시사한다. 삼방산층의 쇄설성 저어콘 연령분포는 최근 발표된 중국 시안과 부탄 히말라야산맥의 캄브리아기 사암 시료에서 얻은 결과와 거의 비슷한 양상을 보여준다. 이처럼 세 지역의 쇄설성 저어콘 연령분포가 비슷한 것은 캄브리아기에 퇴적물을 공급했던 근원지가 같았기 때문이라고 생각하며, 따라서 세 지역은 고지리적으로 가까워야 한다. 삼방산층은 북중국 강괴와 오스트레일리아 대륙 사이에 위치했던 내륙해에서 쌓인 것으로 보고되었는데 이 내륙해에 많은 양의 퇴적물을 공급했던 근원지는 곤드와나 대륙 중앙에 자리했던 곤드와나 횡단 대산맥이었을 것으로 판단하였다.

## 입탄리층과의 관계
태백산지구지하자원조사단은 입탄리층이 삼방산층 위에 부정합으로 놓인다고 설명하였으며 김옥준 외(1973)와 정창희 외(1979)는 입탄리층이 삼방산층 위에 놓이고 둘이 정합 관계인 것으로 해석하였다. 그러나 이하영 외(1986)은 중기 캄브리아기의 삼방산층과 오르도비스기의 입탄리층 사이에는 상부 캄브리아기 지층이 결여되어 있으므로 양자의 관계는 충상단층이어야 한다고 설명했다.

## 같이 보기
- 영월군의 지질
- 한국의 지질
- 조선 누층군
- 마차리층
- 와곡층
- 문곡층
- 영흥층
- 영월인편상구조대
- 영월군